# 哈莉特·塔布曼

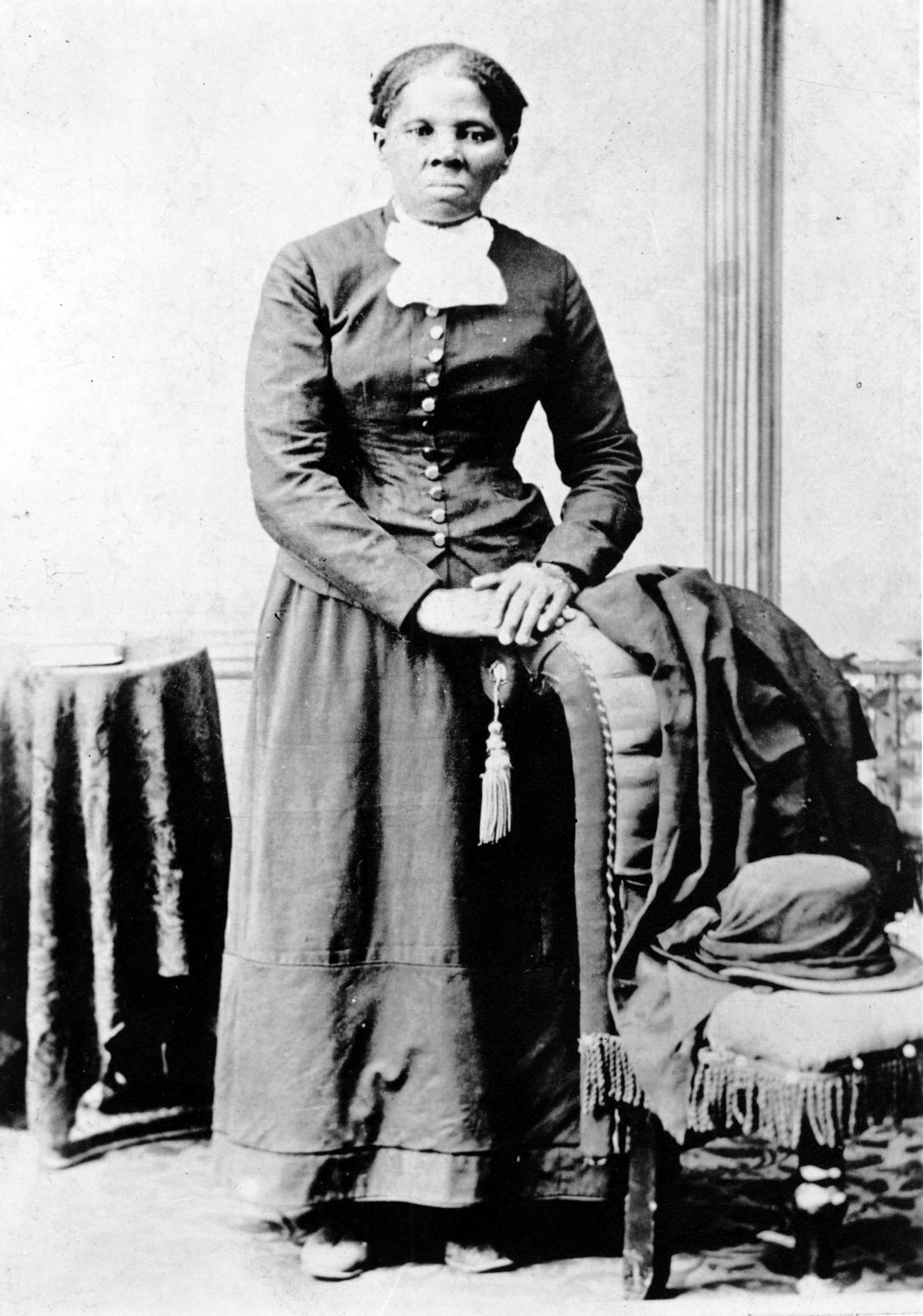
1880年的塔布曼

哈莉特·塔布曼（英語：Harriet Tubman；約1822年—1913年3月10日），出生名阿拉明塔·「明蒂」·羅斯（英語：Araminta "Minty" Ross），是美国的一位废奴主义者和政治活動家。塔布曼出生時是一位奴隸，但她長大後得以逃脫，並利用反奴隸制活動者的社會網路和被稱作「地下鐵路」的安全屋，進行過大約13次援救行動，合計救出約70名奴隸。之後，她又幫助廢奴主義者約翰·布朗招募人員，以襲擊哈珀斯渡口軍械庫。南北戰爭期間，她曾以武裝偵察兵和間諜身份效力於聯邦軍。到了晚年，塔布曼則積極地參與爭取婦女選舉權的社會運動，直到她不敵疾病纏身，並收治於一個服務年長非裔美國人的看護所，該地也是由她早年協助而建立起來的。她也成為一個代表激勵及自由的象徵。

## 早期生涯
阿拉明塔·「明蒂」·羅斯是在马里兰州出生的黑人奴隶，可能出生于2月末或3月初。父親是班·羅斯（Ben Ross），母親則是哈莉特·格林·羅斯（Harriet Greene Ross），兩人都是奴隸。阿拉明塔自7岁起，就经常被奴隶主出租给其他人，受到许多非人的待遇，有一次曾经被人用一个两磅的秤砣重重地打在头上，造成她终生忍受周期性癫痫发作后遗症。她的三个姐妹被奴隶主卖掉，再也不能够相见。1844年，她和一个自由人约翰·塔布曼（John Tubman）结婚。

## 逃亡生涯
1849年，塔布曼的奴隶主死亡，他的妻子为了还债，决定卖掉奴隶，塔布曼害怕被卖掉，决定逃亡，她的丈夫不愿意离开。当年秋天，塔布曼自己逃到北方。在逃亡的路上，她受到废奴主义者和贵格会教徒的帮助。她逃亡后不久即加入到这些帮助奴隶逃亡的“地下铁路”中，成为最活跃的向导。在地下铁路中，她的化名为“摩西”，她冒着南方重金悬赏缉捕的危险，多次潜回马里兰州带领奴隶逃亡，她發起了大約13次行動，亲自救出70多名奴隶，包括自己的家人和朋友在內。
美国南北战争期间，她为北方军队担任护士和厨师，同时不时潜到南方作为侦探，还带领了几百名南方奴隶加入北方的军队。
1863年，她策劃了一场对南卡罗来纳州南方军的袭击，这是美国历史上第一次由一个女人策划和发动的战役。在战斗前，她潜入敌方庄园，通知奴隶们在战役打响后向河中逃跑，北方的战舰会接应他们。这次战斗中，又有几百名奴隶逃亡，南北双方军队都有很大伤亡。

## 营救方式
塔布曼在潜回南方营救奴隶过程中，一次也没有被捕过，主要是因為她非常聪明、大胆、细心，她依靠黑人社区的帮助，在逃亡过程中实行军事纪律，不允许有人掉队被捕。有一次她携带两只鸡作为掩护，突然遇到以前奴隶主的一个邻居奴隶主，她将鸡放出假装捉鸡，使得那人没有认出她。
还有一次在火车站发现捉拿奴隶的人正在搜查去往北方的火车，她立即果断地带领她帮助逃亡的奴隶们乘上开往南方的火车，然后再转道北方。
她隨身攜帶一把左輪手槍，以防捉拿奴隶的人和狗。她還威脅槍殺任何試圖折返的人，因為這將危及逃亡者以及協助者的安全。她曾用槍指著一名堅持要回到種植園的男子的頭說：「繼續前進，否則就去死。」幾天后，這名猶豫不決的男子與其餘逃亡者一起抵達加拿大。她曾经自豪地说：“我没有丢失任何一个我带出来的人。”

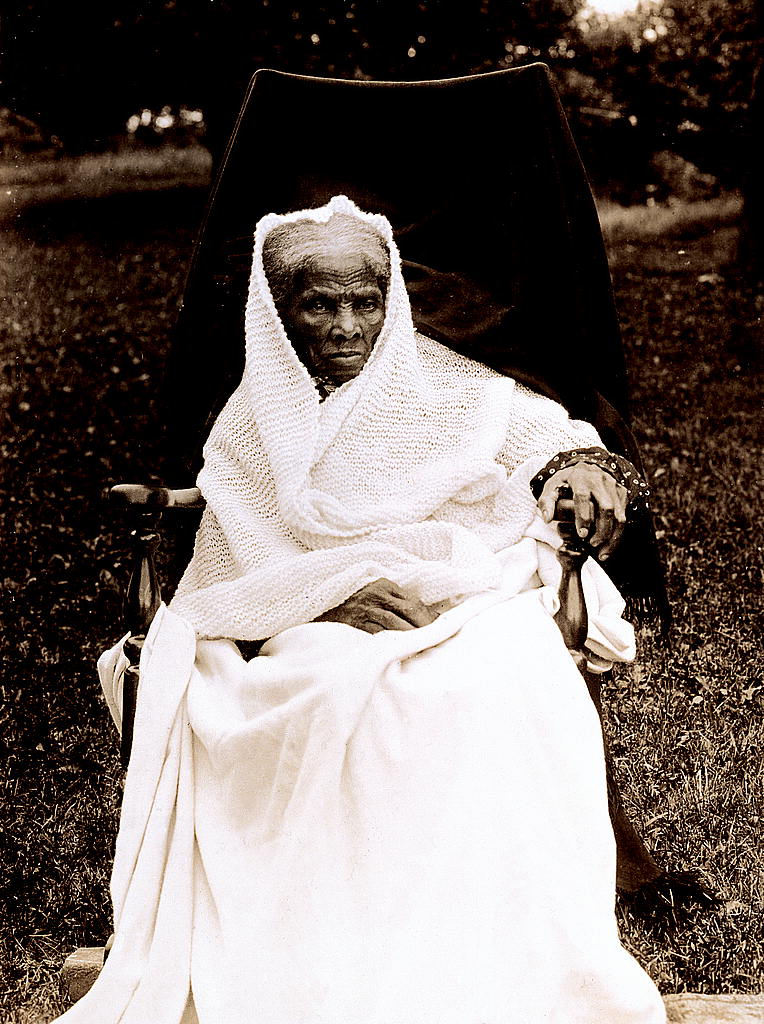
晚年的塔布曼

## 战后生活
战后她的经济状况非常拮据，1869年，莎拉·霍普金斯·布拉德福德为她写了一本传记《哈莉特塔布曼的生活特写》，她的经济状况才略有好转。几乎在战争过后30年，政府才想起为她在部队中服役发养老金。他年，她和小她22岁的退伍兵尼尔森·戴维斯（Nelson Davis）结婚，在纽约奥本购买了她的朋友，林肯时代国务卿威廉施瓦德的房产定居下来。
她在自己房产旁，也属于她的地产中帮助建立了一个非裔美国人养老院，她晚年受到关节炎的困扰，健康状况恶化，也住进了这个养老院，最终在此逝世，受到军队葬礼的待遇，并在奥本竖立了一个纪念碑。

## 紀念
哈莉特·塔布曼與艾蜜莉亞·布盧默、伊莉莎白·卡迪·斯坦頓和索傑納·特魯思一同被記在美國聖公會的聖人曆中的7月20日，供後人紀念。
2016年4月20日，美国财政部宣布2020年将发行新设计的20美元纸币，以纪念憲法第十九修正案颁布一百周年。届时，哈莉特·塔布曼的肖像将出现在新纸币的正面，而成為第一位印在美元纸币上的女性暨非洲裔人物。
2019年11月1日，改编自哈莉特经历的传记片《哈莉特：廢奴之戰》上映。